# Prunus incana
Prunus incana är en rosväxtart som först beskrevs av Pall., och fick sitt nu gällande namn av Christian von Steven. Prunus incana ingår i släktet prunusar, och familjen rosväxter. Inga underarter finns listade i Catalogue of Life.